# 鮑爾布拉夫鎮區 (明尼蘇達州艾特金縣)
鮑爾布拉夫鎮區（英語：Ball Bluff Township）是位於美國明尼蘇達州艾特金縣的一個行政鎮區。

## 地方資料
鮑爾布拉夫鎮區的面積為91.20平方千米，當中陸地面積為87.90平方千米，而水域面積為3.30平方千米。根據2020年美國人口普查的數據，當地共有人口270人，而人口密度為每平方千米2.96人。